# Malcolm Moffatt
Malcolm Moffatt, né le 1er janvier ou le 2 février 1937 à Gilford, est un ancien arbitre nord-irlandais de football. Il débuta en 1971, devint arbitre international de 1976 à 1982.

## Carrière
Il a officié dans une compétition majeure : 
- Coupe du monde de football de 1982 (1 match)